# Molen van Hecke
De Molen van Hecke is een windmolenrestant dat zich bevindt in de tot de Oost-Vlaamse gemeente Lievegem behorende plaats Zomergem, gelegen aan Korteboeken 55, nabij het gehucht Beke.
Het betreft een ronde stenen molen van het type beltmolen die fungeerde als korenmolen.

## Geschiedenis
Nabij de plaats van de huidige molen stond aanvankelijk een standerdmolen, welke in 1858 werd opgericht. In 1877 werd deze vervangen door een stenen molen op het naastgelegen perceel. In 1911 werd weliswaar een stoommachine geplaatst, later een benzinemotor, maar er werd nog altijd ook op windkracht gemalen. In 1937 leed de molen ernstige stormschade, en tijdens de Tweede Wereldoorlog werd hij beschoten. De molen raakte in verval en was in 1953 al een ruïne. In 1961 werd de romp gesloopt, en slechts het gedeelte onder in de belt bleef bewaard. Ook de belt werd afgegraven.
De Onze-Lieve-Vrouwekapel, rechts van woning nummer 57, werd opgericht als dank omdat de molen tijdens de Eerste Wereldoorlog onbeschadigd bleef.
- Inventaris van het Bouwkundig Erfgoed (Vlaanderen): 84403